# Bostrychus expatria
Bostrychus expatria es una especie de pez del género Bostrychus, familia Butidae. Fue descrita científicamente por Herre en 1927.
Se distribuye por Asia: endémica de Palawan, Filipinas. La longitud total (TL) es de 14,4 centímetros. Habita en aguas dulces y se alimenta de crustáceos y peces.
Está clasificada como una especie marina inofensiva para el ser humano.